# Saint-Christophe-Vallon
Pour les articles homonymes, voir Saint-Christophe.
Saint-Christophe-Vallon est une commune française, située dans le département de l'Aveyron en région Occitanie.

## Géographie

### Communes limitrophes
Les communes limitrophes sont  Auzits, Conques-en-Rouergue, Escandolières, Goutrens, Marcillac-Vallon, Nauviale et Valady.

### Hydrographie

#### Réseau hydrographique

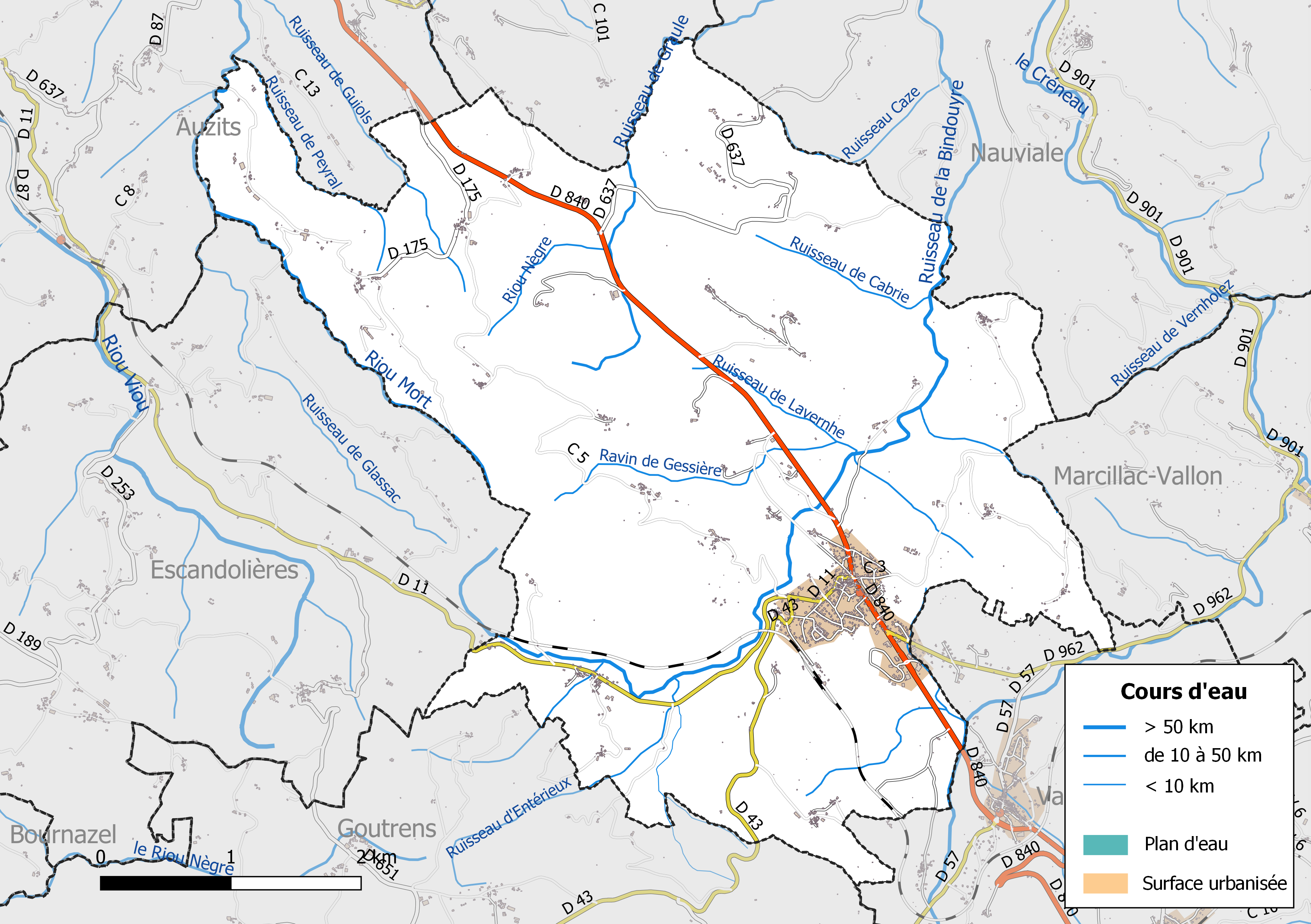
Réseaux hydrographique et routier de Saint-Christophe-Vallon.

La commune est drainée par le Riou Mort, le Ruisseau de la Bindouyre, le ruisseau de l'Ady, le ruisseau de Graule, le ravin de Gessière, le riou Nègre, le ruisseau Caze, le ruisseau de Cabrie, le ruisseau de Cantuel, le ruisseau de Farrens, le ruisseau de Guiols, le ruisseau de Lavernhe, le ruisseau d'Entérieux, par divers petits cours d'eau.
Le Riou Mort, d'une longueur totale de 23,1 km, prend sa source dans la commune de Escandolières et se jette  dans le Lot à Boisse-Penchot, après avoir arrosé 8 communes.
Le Ruisseau de la Bindouyre, d'une longueur totale de 11,1 km, prend sa source dans la commune d'Escandolières et se jette  dans le Dourdou de Conques  à Nauviale, après avoir arrosé 3 communes.
Le ruisseau de l'Ady, d'une longueur totale de 14,2 km, prend sa source dans la commune de Clairvaux-d'Aveyron et se jette  dans le Créneau à Marcillac-Vallon, après avoir arrosé 4 communes.

#### Gestion des cours d'eau
La gestion des cours d’eau situés dans le bassin de l’Aveyron est assurée par l’établissement public d'aménagement et de gestion des eaux (EPAGE) Aveyron amont, créé le 1er janvier 2017, en remplacement du syndicat mixte du bassin versant Aveyron amont,,.

### Climat
Pour des articles plus généraux, voir Climat de l'Occitanie et Climat de l'Aveyron.
En 2010, le climat de la commune est de type climat océanique altéré, selon une étude s'appuyant sur une série de données couvrant la période 1971-2000. En 2020, Météo-France publie une typologie des climats de la France métropolitaine dans laquelle la commune est exposée à un climat de montagne et est dans la région climatique Sud-est du Massif Central, caractérisée par une pluviométrie annuelle de 1 000 à 1 500 mm, minimale en été, maximale en automne.
Pour la période 1971-2000, la température annuelle moyenne est de 11,9 °C, avec une amplitude thermique annuelle de 16 °C. Le cumul annuel moyen de précipitations est de 1 015 mm, avec 11 jours de précipitations en janvier et 6,7 jours en juillet. Pour la période 1991-2020, la température moyenne annuelle observée sur la station météorologique la plus proche, située sur la commune de Salles-la-Source à 9 km à vol d'oiseau, est de 11,1 °C et le cumul annuel moyen de précipitations est de 869,1 mm,. Pour l'avenir, les paramètres climatiques de la commune estimés pour 2050 selon différents scénarios d'émission de gaz à effet de serre sont consultables sur un site dédié publié par Météo-France en novembre 2022.

### Milieux naturels et biodiversité
Aucun espace naturel présentant un intérêt patrimonial n'est recensé sur la commune dans l'inventaire national du patrimoine naturel,,.

## Urbanisme

### Typologie
Au 1er janvier 2024, Saint-Christophe-Vallon est catégorisée commune rurale à habitat dispersé, selon la nouvelle grille communale de densité à 7 niveaux définie par l'Insee en 2022.
Elle appartient à l'unité urbaine de Valady, une agglomération intra-départementale dont elle est une commune de la banlieue,. Par ailleurs la commune fait partie de l'aire d'attraction de Rodez, dont elle est une commune de la couronne,. Cette aire, qui regroupe 68 communes, est catégorisée dans les aires de 50 000 à moins de 200 000 habitants,.

### Occupation des sols

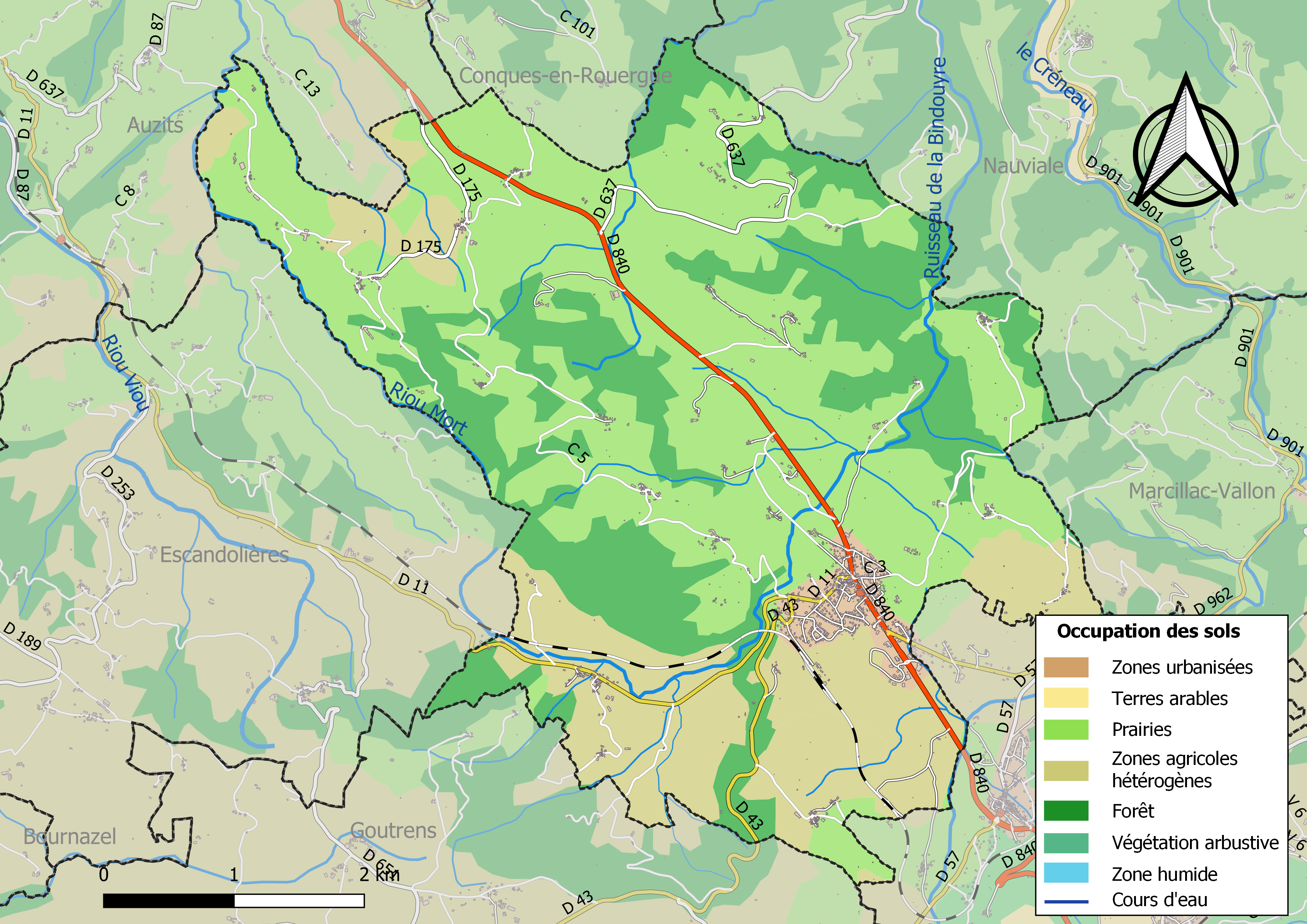
Infrastructures et occupation des sols de la commune de Saint-Christophe-Vallon.

L'occupation des sols de la commune, telle qu'elle ressort de la base de données européenne d’occupation biophysique des sols Corine Land Cover (CLC), est marquée par l'importance des territoires agricoles (72,2 % en 2018), en augmentation par rapport à 1990 (70 %). La répartition détaillée en 2018 est la suivante : 
prairies (55,7 %), forêts (25,2 %), zones agricoles hétérogènes (16,5 %), zones urbanisées (2,6 %).

### Planification
La loi SRU du 13 décembre 2000 a incité fortement les communes à se regrouper au sein d’un établissement public, pour déterminer les partis d’aménagement de l’espace au sein d’un SCoT, un document essentiel d’orientation stratégique des politiques publiques à une grande échelle. La commune est dans le territoire du SCoT du Centre Ouest Aveyron  approuvé en février 2020. La structure porteuse est le Pôle d'équilibre territorial et rural Centre Ouest Aveyron, qui associe neuf EPCI, notamment la communauté de communes Conques-Marcillac, dont la commune est membre.
La commune disposait en 2017 d'un plan local d'urbanisme approuvé. Le zonage réglementaire et le règlement associé peuvent être consultés sur le Géoportail de l'urbanisme.

### Risques majeurs
Le territoire de la commune de Saint-Christophe-Vallon est vulnérable à différents aléas naturels : climatiques (hiver exceptionnel ou canicule), feux de forêts et séisme (sismicité faible).
Il est également exposé à un risque technologique, le transport de matières dangereuses, et à un risque particulier, le risque radon,.

#### Risques naturels
Le Plan départemental de protection des forêts contre les incendies découpe le département de l’Aveyron en sept « bassins de risque » et définit une sensibilité des communes à l’aléa feux de forêt (de faible à très forte). La commune est classée en sensibilité faible.
Les mouvements de terrains susceptibles de se produire sur la commune sont liés à la présence de cavités souterraines localisées sur la commune,.

#### Risques technologiques
Le risque de transport de matières dangereuses sur la commune est lié à sa traversée par une route à fort trafic et une ligne de chemin de fer. Un accident se produisant sur de telles infrastructures est en effet susceptible d’avoir des effets graves au bâti ou aux personnes jusqu’à 350 m, selon la nature du matériau transporté. Des dispositions d’urbanisme peuvent être préconisées en conséquence.

#### Risque particulier
Dans plusieurs parties du territoire national, le radon, accumulé dans certains logements ou autres locaux, peut constituer une source significative d’exposition de la population aux rayonnements ionisants. Toutes les communes du département sont concernées par le risque radon à un niveau plus ou moins élevé. Selon le dossier départemental des risques majeurs du département établi en 2013, la commune de Saint-Christophe-Vallon est classée à risque moyen à élevé. Un décret du 4 juin 2018 a modifié la terminologie du zonage définie dans le code de la santé publique et a été complété par un arrêté du 27 juin 2018 portant délimitation des zones à potentiel radon du territoire français. La commune est désormais en zone 3, à savoir zone à potentiel radon significatif.

## Histoire

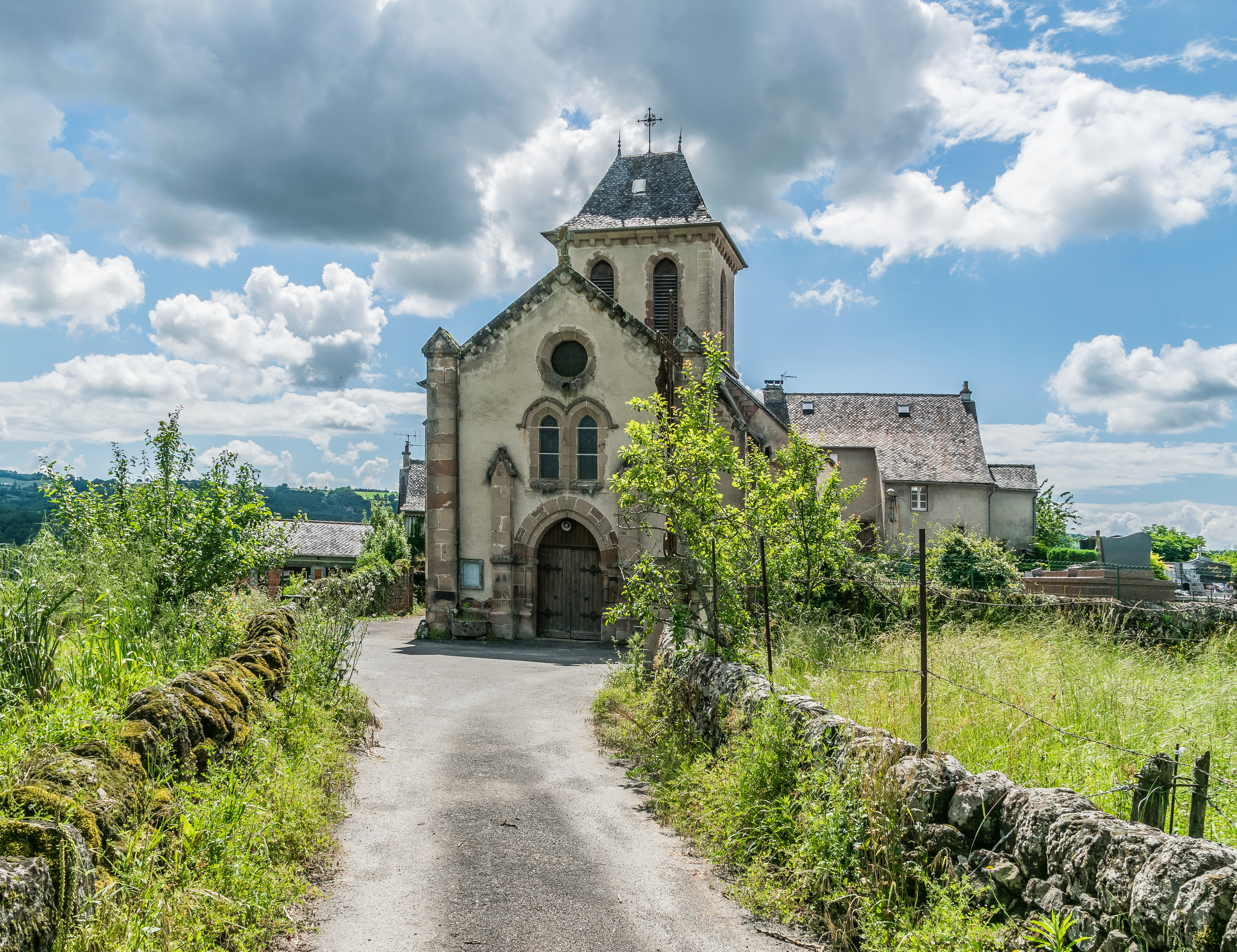
Église de Testet.

La commune est créée en 1793 d'abord sous le nom de « Saint Christophe », le nom « Saint-Christophe-Vallon » apparaissant à la fin du XIXe siècle.
En 1830, elle absorbe l'ancienne commune de Testet. Également en 1830, le territoire de l'ancienne commune de Glassac est partagé entre Saint-Christophe et Escandolières. Testet et Glassac sont depuis lors des hameaux sur le territoire  de Saint-Christophe.
La Compagnie du chemin de fer de Paris à Orléans (PO) met en service la gare de Saint-Christophe le 30 août 1858, lorsqu'elle ouvre la section de Capdenac à Saint-Christophe-Vallon. Elle est reliée à Rodez le 5 novembre 1860.

## Politique et administration

### Découpage territorial
La commune de Saint-Christophe-Vallon est membre de la communauté de communes Conques-Marcillac, un établissement public de coopération intercommunale (EPCI) à fiscalité propre créé le 27 décembre 1996 dont le siège est à Marcillac-Vallon. Ce dernier est par ailleurs membre d'autres groupements intercommunaux.
Sur le plan administratif, elle est rattachée à l'arrondissement de Rodez, au département de l'Aveyron et à la région Occitanie. Sur le plan électoral, elle dépend du  canton du Vallon pour l'élection des conseillers départementaux, depuis le redécoupage cantonal de 2014 entré en vigueur en 2015, et de la première circonscription de l'Aveyron  pour les élections législatives, depuis le dernier découpage électoral de 2010.

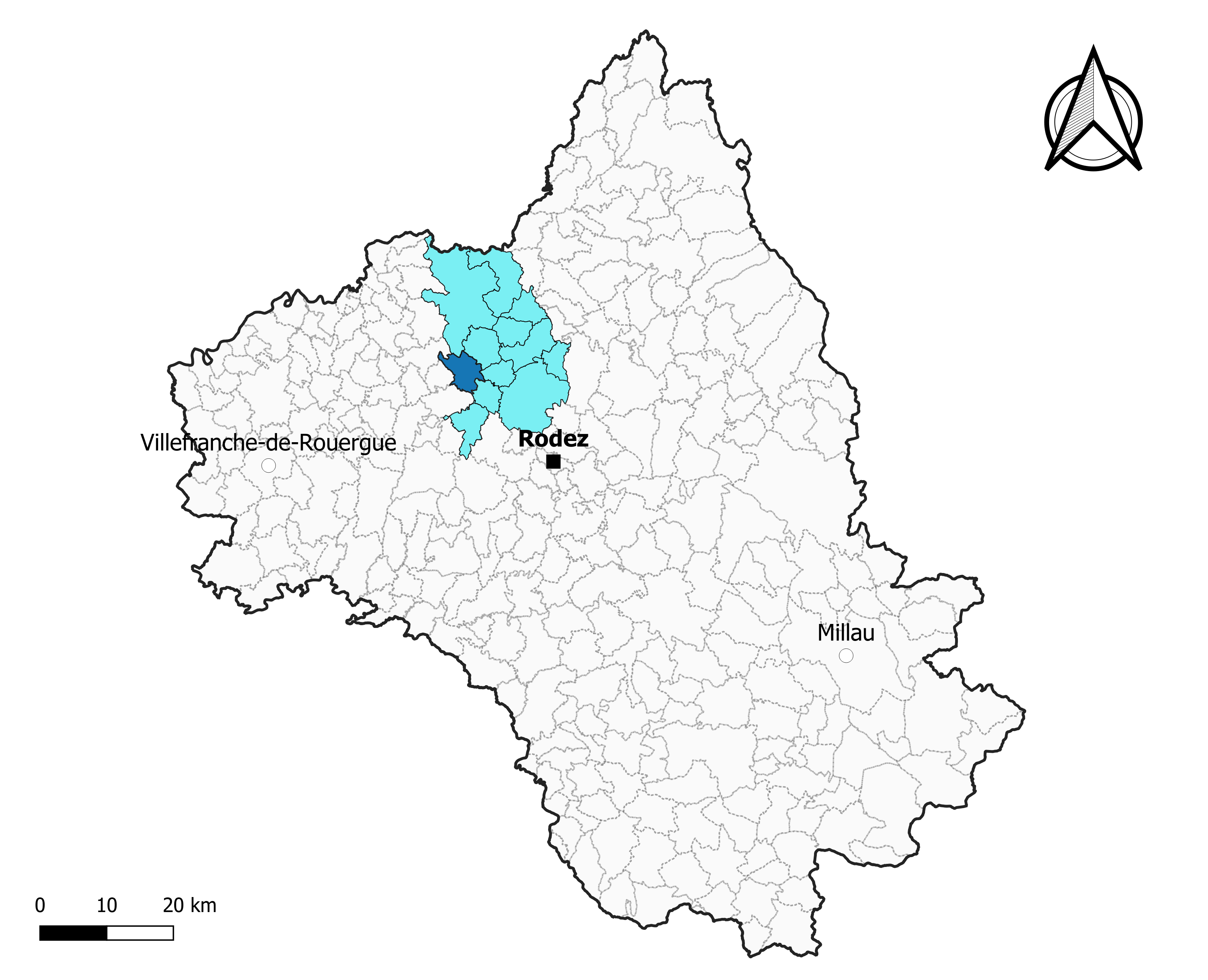
Saint-Christophe-Vallon dans l'intercommunalité en 2020.
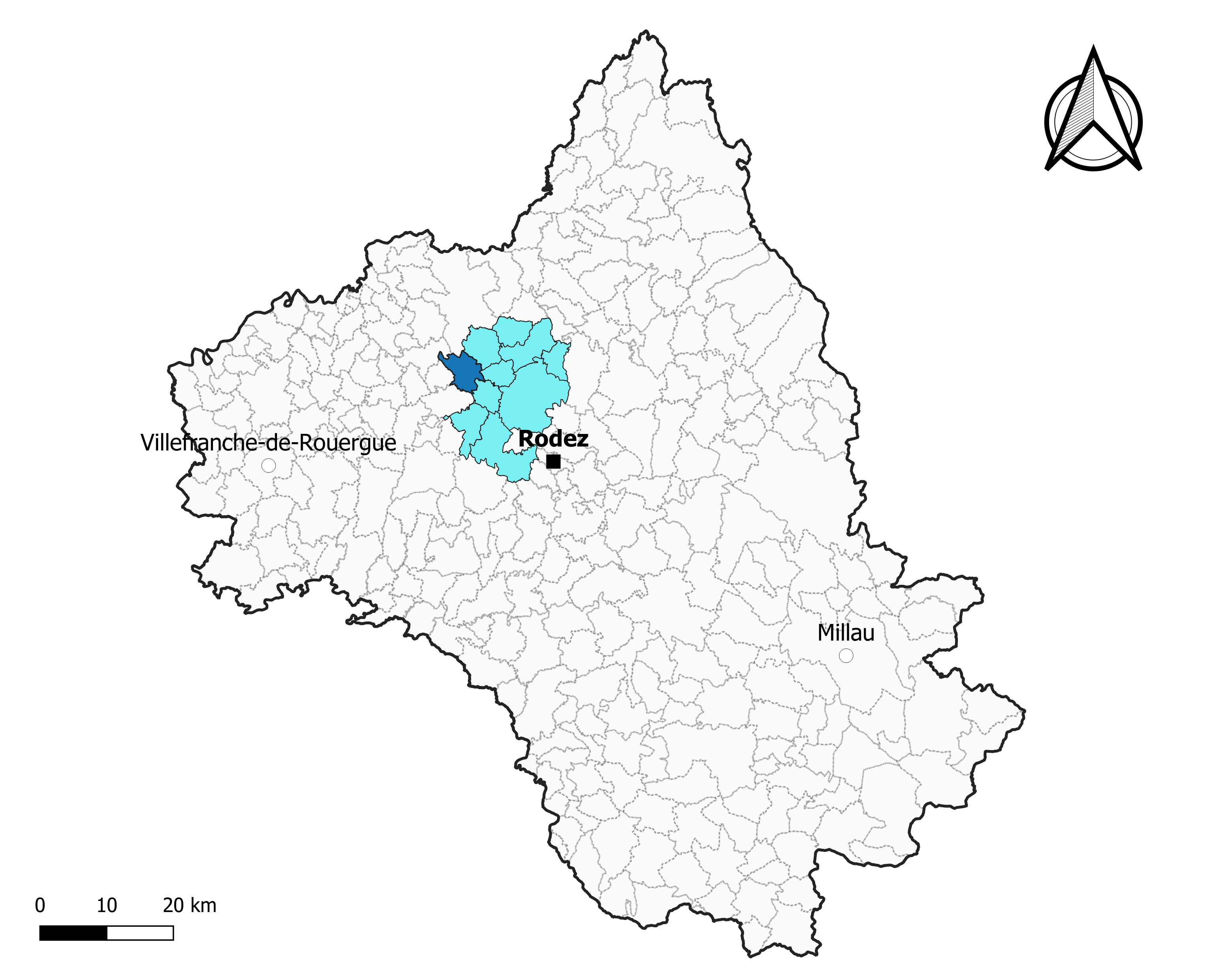
Saint-Christophe-Vallon dans le canton du Vallon en 2020.
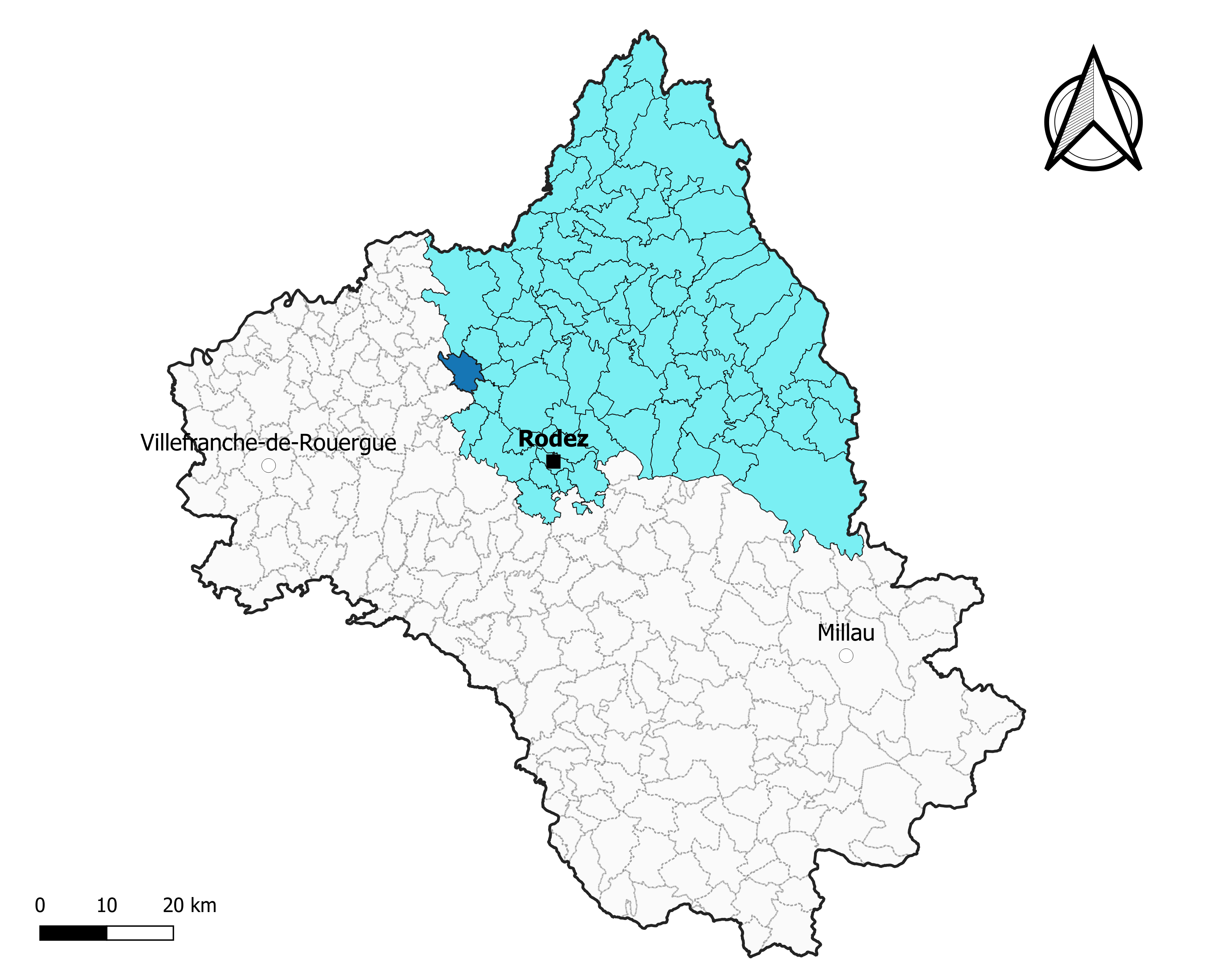
Saint-Christophe-Vallon dans l'arrondissement de Rodez en 2020.

### Élections municipales et communautaires

#### Élections de 2020
Le conseil municipal de Saint-Christophe-Vallon, commune de plus de 1 000 habitants, est élu au scrutin proportionnel de liste à deux tours (sans aucune modification possible de la liste), pour un mandat de six ans renouvelable. Compte tenu de la population communale, le nombre de sièges à pourvoir lors des élections municipales de 2020 est de 15. Les quinze conseillers municipaux sont élus au premier tour avec un taux de participation de 41,27 %, issus de la seule liste candidate, conduite par Christian Gomez. Christian Gomez, maire sortant, est réélu pour un nouveau mandat le 26 mai 2020.
Les trois sièges attribués à la commune au sein du conseil communautaire de la communauté de communes Conques-Marcillac sont alloués à la liste de Christian Gomez.

#### Liste des maires
| Période                                  | Période  | Identité         | Étiquette | Qualité                                                                |
| ---------------------------------------- | -------- | ---------------- | --------- | ---------------------------------------------------------------------- |
| avant 1981                               | ?        | Pierre Castanié  | DVG       | Agriculteur / Commerçant                                               |
| mars 2001                                | 2014     | Michel Sirvain   |           |                                                                        |
| mars 2014                                | En cours | Christian Gomez, |           | Profession intermédiaire administrative et commerciale des entreprises |
| Les données manquantes sont à compléter. |          |                  |           |                                                                        |

## Démographie
L'évolution du nombre d'habitants est connue à travers les recensements de la population effectués dans la commune depuis 1793. Pour les communes de moins de 10 000 habitants, une enquête de recensement portant sur toute la population est réalisée tous les cinq ans, les populations de référence des années intermédiaires étant quant à elles estimées par interpolation ou extrapolation. Pour la commune, le premier recensement exhaustif entrant dans le cadre du nouveau dispositif a été réalisé en 2005.

En 2022, la commune comptait 1 181 habitants, en évolution de +3,87 % par rapport à 2016 (Aveyron : +0,37 %, France hors Mayotte : +2,11 %).
| 1793 | 1800 | 1806 | 1821 | 1831 | 1836 | 1841 | 1846 | 1851 |
| ---- | ---- | ---- | ---- | ---- | ---- | ---- | ---- | ---- |
| 639  | 548  | 903  | 817  | 836  | 856  | 918  | 915  | 980  |

| 1856  | 1861  | 1866  | 1872  | 1876  | 1881  | 1886  | 1891  | 1896 |
| ----- | ----- | ----- | ----- | ----- | ----- | ----- | ----- | ---- |
| 1 010 | 1 027 | 1 100 | 1 129 | 1 134 | 1 128 | 1 183 | 1 002 | 973  |

| 1901 | 1906 | 1911 | 1921 | 1926 | 1931 | 1936 | 1946 | 1954 |
| ---- | ---- | ---- | ---- | ---- | ---- | ---- | ---- | ---- |
| 944  | 982  | 892  | 820  | 840  | 822  | 848  | 803  | 765  |

| 1962 | 1968 | 1975 | 1982 | 1990 | 1999  | 2005  | 2006  | 2010  |
| ---- | ---- | ---- | ---- | ---- | ----- | ----- | ----- | ----- |
| 742  | 778  | 882  | 920  | 868  | 1 002 | 1 066 | 1 046 | 1 141 |

| 2015  | 2020  | 2022  | - | - | - | - | - | - |
| ----- | ----- | ----- | - | - | - | - | - | - |
| 1 111 | 1 171 | 1 181 | - | - | - | - | - | - |

## Économie

### Revenus
En 2018  (données Insee publiées en septembre 2021), la commune compte 514 ménages fiscaux, regroupant 1 185 personnes. La médiane du revenu disponible par unité de consommation est de 21 430 € (20 640 € dans le département).

### Emploi
| Division       | 2008  | 2013  | 2018  |
| -------------- | ----- | ----- | ----- |
| Commune        | 5,5 % | 4,5 % | 5,8 % |
| Département    | 5,4 % | 7,1 % | 7,1 % |
| France entière | 8,3 % | 10 %  | 10 %  |

En 2018, la population âgée de 15 à 64 ans s'élève à 671 personnes, parmi lesquelles on compte 78,2 % d'actifs (72,4 % ayant un emploi et 5,8 % de chômeurs) et 21,8 % d'inactifs,. En  2018, le taux de chômage communal (au sens du recensement) des 15-64 ans est inférieur à celui de la France et département, alors qu'en 2008 il était supérieur à celui du département et inférieur à celui de la France.
La commune fait partie de la couronne de l'aire d'attraction de Rodez, du fait qu'au moins 15 % des actifs travaillent dans le pôle,. Elle compte 167 emplois en 2018, contre 214 en 2013 et 171 en 2008. Le nombre d'actifs ayant un emploi résidant dans la commune est de 495, soit un indicateur de concentration d'emploi de 33,8 % et un taux d'activité parmi les 15 ans ou plus de 57 %.
Sur ces 495 actifs de 15 ans ou plus ayant un emploi, 74 travaillent dans la commune, soit 15 % des habitants. Pour se rendre au travail, 90,7 % des habitants utilisent un véhicule personnel ou de fonction à quatre roues, 2,4 % s'y rendent en deux-roues, à vélo ou à pied et 6,9 % n'ont pas besoin de transport (travail au domicile).

### Activités hors agriculture

#### Secteurs d'activités
84 établissements sont implantés  à Saint-Christophe-Vallon au 31 décembre 2019. Le tableau ci-dessous en détaille le nombre par secteur d'activité et compare les ratios avec ceux du département,.
| Secteur d'activité                                                                                        | Commune | Commune | Département |
| Secteur d'activité                                                                                        | Nombre  | %       | %           |
| --- | ------- | ------- | ----------- |
| Ensemble                                                                                                  | 84      |         |             |
| Industrie manufacturière, industries extractives et autres                                                | 17      | 20,2 %  | (17,7 %)    |
| Construction                                                                                              | 14      | 16,7 %  | (13 %)      |
| Commerce de gros et de détail, transports, hébergement et restauration                                    | 26      | 31 %    | (27,5 %)    |
| Information et communication                                                                              | 2       | 2,4 %   | (1,5 %)     |
| Activités financières et d'assurance                                                                      | 1       | 1,2 %   | (3,4 %)     |
| Activités spécialisées, scientifiques et techniques et activités de services administratifs et de soutien | 12      | 14,3 %  | (12,4 %)    |
| Administration publique, enseignement, santé humaine et action sociale                                    | 7       | 8,3 %   | (12,7 %)    |
| Autres activités de services                                                                              | 5       | 6 %     | (7,8 %)     |

Le secteur du commerce de gros et de détail, des transports, de l'hébergement et de la restauration est prépondérant sur la commune puisqu'il représente 31 % du nombre total d'établissements de la commune (26 sur les 84 entreprises implantées  à Saint-Christophe-Vallon), contre 27,5 % au niveau départemental.

#### Entreprises
Les deux entreprises ayant leur siège social sur le territoire communal qui génèrent le plus de chiffre d'affaires en 2022 sont : 
- Vacate, supermarchés (5 588 k€) ;
- SARL Bouyssou, travaux d'installation électrique dans tous locaux (221 k€).

### Agriculture
La commune est dans le Rougier de Marcillac, une petite région agricole située dans le nord-ouest du département de l'Aveyronet correspondant au haut bassin du Dourdou de Conques. En 2020, l'orientation technico-économique de l'agriculture  sur la commune est la polyculture et/ou le polyélevage.
|               | 1988  | 2000  | 2010  | 2020  |
| ------------- | ----- | ----- | ----- | ----- |
| Exploitations | 80    | 44    | 54    | 27    |
| SAU (ha)      | 1 621 | 1 360 | 1 450 | 1 353 |

Le nombre d'exploitations agricoles en activité et ayant leur siège dans la commune est passé de 80 lors du recensement agricole de 1988  à 44 en 2000 puis à 54 en 2010 et enfin à 27 en 2020, soit une baisse de 66 % en 32 ans. Le même mouvement est observé à l'échelle du département qui a perdu pendant cette période 51 % de ses exploitations,. La surface agricole utilisée sur la commune a également diminué, passant de 1 621 ha en 1988 à 1 353 ha en 2020. Parallèlement la surface agricole utilisée moyenne par exploitation a augmenté, passant de 20 à 50 ha.

## Culture locale et patrimoine

### Lieux et monuments

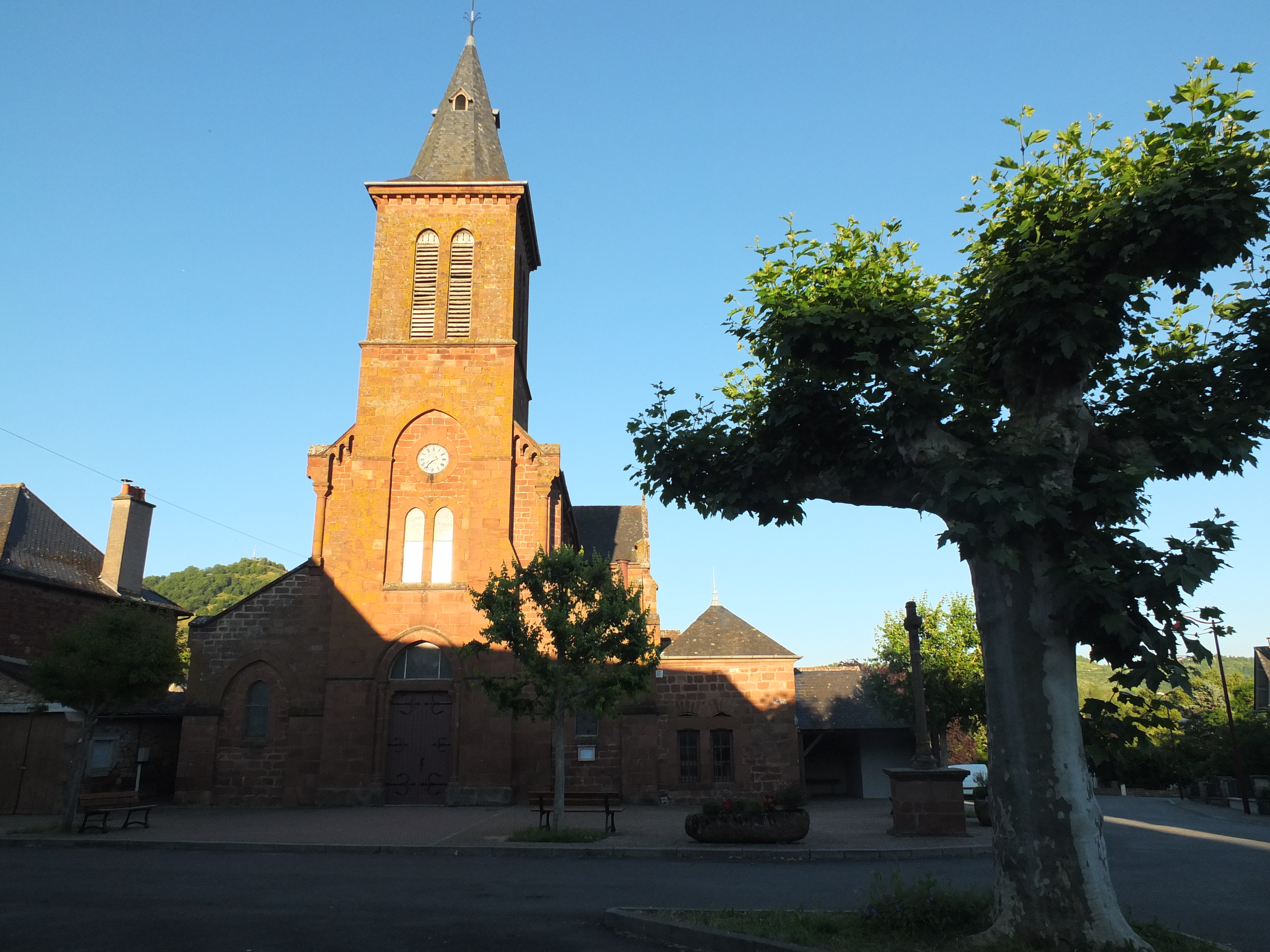
Église Saint-Christophe de Saint-Christophe-Vallon.

- Gare de Saint-Christophe, son bâtiment voyageurs est construit en 1856 par la Compagnie du chemin de fer de Paris à Orléans (PO).
- Église Saint-Christophe de Saint-Christophe-Vallon.
- Église Notre-Dame de Glassac.
- Église Notre-Dame-de-l'Assomption de Testet.
- Chapelle Saint-Joseph de Testet.

### Personnalités liées à la commune
- Jean Delsol (1827-1896), fut conseiller général de l'Aveyron, député et sénateur.